# Orgilus asperrimus
Orgilus asperrimus är en stekelart som beskrevs av Taeger 1989. Orgilus asperrimus ingår i släktet Orgilus och familjen bracksteklar. Inga underarter finns listade i Catalogue of Life.